# Walkersbach (Rems)
Der Walkersbach ist ein Bach im nördlichen Baden-Württemberg von etwas über 8 km Länge. Er mündet unterhalb von Lorch im Ostalbkreis von rechts in die Rems.

## Name
1508 wurde der Bach als Walckerspach erstmals schriftlich erwähnt. Das Bestimmungswort des Namens leitet sich von einem althochdeutschen Personennamen *Walkmar ab.

## Geographie

### Quelle und Verlauf
Der Walkersbach entsteht im Welzheimer Wald an der Südflanke der schmalen, bandförmigen Lias-Hochfläche zwischen mittlerem Wieslauf- und dem Leintal im Norden und dem Remstal im Süden. Etwa einen Kilometer südwestlich des zentralen Straßendreiecks von Welzheim-Breitenfürst entspringt er am oberen Talwaldrand im Welzheimer Hanggewann Buchschnorren. Von hier an fließt er in zuallererst südlicher, dann südöstlicher Richtung in einem sich zunächst keilförmig weitendem Waldtal. Auf dem ersten Kilometer seines Laufes liegt sein Bachbett oft in einem steilwandigen Trog; hier wie auch weiter unten bis zum Eintritt ins Remstal nimmt er zahlreiche Zuflüsse aus solchen stark reliefierten Klingen auf. Danach wird die Sohle seines Tales auf etwa 390 m ü. NN flacher und von links steigt in Serpentinen die K 1886 in es herab, die den Bach bis fast zu seiner Mündung begleiten wird, ab der Kreisgrenze im unteren Tal als K 3270.
Wenig später erreicht er die Grenze einer anfangs schmalen Lichtung auf dem Talgrund. Etwa 2 km unterhalb der Walkersbach-Quelle läuft mit dem Schautenbach der erste größere Nebenfluss zu. Ab dem Alfdorf-Pfahlbronner Schenkenhöfle beginnt sich die Tallichtung bis hinauf zur halben Hanghöhe zu weiten, hier grenzt die Gemeinde Alfdorf ans linke und die Gemeinde Plüderhausen ans rechte Ufer des Bachs, von rechts fließt gegenüber dem Gehöft der Schützenbach zu. Danach liegt am Plüderhausener Ufer die einzige größere Ansiedlung im Tal, das Dorf Walkersbach. Am Steg über den Bach mündet von links der (obere) Haselbach, bald darauf an der Kläranlage der Kühnenbach, der längste Nebenfluss am Oberlauf. Danach kehrt der Walkersbach seinen Lauf nach Süden und die Lichtung verengt sich wieder auf die Talsohle.
Nach etwa einem Kilometer passiert der Bach die Pfahlbronner Mühle an seinem rechten Ufer; hier erstreckt sich die Alfdorf-Pfahlbronner Gemarkung ausnahmsweise auch über die rechte Talsohle. Etwa anderthalb Kilometer nach dem Kühnenbach-Zufluss lässt der Walkersbach den Rems-Murr-Kreis hinter sich und tritt ins Stadtgebiet von Lorch im Ostalbkreis ein. Er wendet sich nach Südosten und zieht nach etwa einem Kilometer an der ersten Lorcher Ansiedlung vorbei, dem Gehöft Metzelhof auf dem linken Seitenhügel mit dem ersten wieder waldfreien Hang seit Walkersbach. Hier erreicht ihn von links der Nitzelbach. Gleich darauf folgt in derselben Lage zum Bach der Weiler Strauben sowie die Weitmarser Sägmühle im Mündungsdreieck des (unteren) Haselbachs, der wiederum von links zufließt; es ist der längste Zufluss des Walkersbachs überhaupt.
Am Eintritt ins Remstal liegt zwischen dem Bach und dem rechts parallelem, 0,6 km langen Mühlkanal die Walkersmühle, über ihr steht das Dorf Weitmars auf dem rechten Mündungssporn. Der Kanal fließt bald zurück und der Bach zieht daraufhin noch einen halben Kilometer südwestlich über die Remsaue, wobei er unter anderem die Bundesstraße 29 und die Remsbahn unterquert. Dann mündet der Walkersbach nach einem Lauf von 8,4 km an der Westspitze des Naturschutzgebietes „Lorcher Baggerseen“ auf 273,2 m ü. NN von rechts in die Rems.

### Einzugsgebiet
Der Walkersbach hat ein Einzugsgebiet von 17,1 km² Größe. Davon liegen weniger als ein Drittel links des Baches, weil ihn längere Zuflüsse fast nur von links erreichen.
Im Norden konkurriert die Lein, die nach Osten zum oberen Kocher fließt. Alle anderen anliegenden Einzugsbereiche entwässern ebenfalls zur Rems. Im Osten verläuft die Wasserscheide zum Aimersbach, der in Lorch selbst mündet, im Südwesten sehr nahe zum kurzen Aitenbach, im übrigen Westen nahe zum Bärenbach, der etwas talab in Plüderhausen zufließt. Im Nordwesten konkurriert die Wieslauf, die erst weiter remsabwärts bei Schorndorf mündet.

### Zuflusssystem
Liste der Zuflüsse, auch solcher höherer Ordnung, die in den Datensätzen der LUBW-FG10 erfasst sind, aufgereiht von der Quelle zur Mündung unter dem aufnehmenden Gewässer. Wo möglich und sinnvoll mit Namen, Mündungsseite, Mündungsort und Länge. Gewässerverläufe, -längen und -flächen bevorzugt nach den Kartenlayern der LUBW, Namen bevorzugt nach der Hintergrundkarte. Längen auf volle hundert Meter gerundet. Kursivierte Gewässernamen sind Eigennamen. Ansonsten steht ersatzweise eine beschreibende Bezeichnung, von der dann nur die kursivierten Anteile (Talnamen, Bergnamen, Gewannnamen usw.) Eigennamen aus den Quellen sind.
Ursprung des Walkersbachs am Waldrand etwa 150 m südwestlich und unterhalb der Häuser an der Welzheim-Breitenfürster Zeilgasse im Hanggewann Buchschorren auf etwa 492 m ü. NN.
- (Waldklingenzufluss), von links nach Abstieg der K 1886 Breitenfürst–Walkersbach ins Tal auf 390 m ü. NN,[7] 0,6 km. Quelle des längsten Astes im Übergang der Waldgewann Heuweg und Eichenzeil auf etwa 462 m ü. NN. Der Bach läuft schon bald danach durch die bewaldete Bißklinge.
- (Waldklingenzufluss), von links gleich nach dem Flureintritt auf etwa 378 m ü. NN, 0,5 km. Entsteht an der K 1886 zwischen deren obersten zwei Serpentinen auf etwa 457 m ü. NN.
- Schautenbach, von links parallel zur Mündung eines Waldweges im westlichen Schautenhau in die Talstraße  auf 360 m ü. NN,[7] 1,1 km. Entsteht auf etwa 497 m ü. NN wenig unterhalb des Abzweigs der K 1886 von der Höhenstraße L 1155 Breitenstein–(Alfdorf-)Haghof noch in der freien Flur.
- (Waldklingenzufluss), von links wenig später noch vor dem Alfdorfer Schenkhöfle, 0,5 km. Entsteht im südöstlichen Schautenhau auf etwa 431 m ü. NN.
- Schützenbach, von rechts auf etwa 355 m ü. NN an einer Feldwegbrücke vor der Plüderhausen-Walkersbacher Schießanlage, 0,4 km. Entsteht am oberen Hang des Waldgewanns Dickne auf etwa 460 m ü. NN.
- Haselbach (!), von links am Gegenufer von Walkersbach beim Steg auf etwa 343 m ü. NN, 0,8 km. Entsteht am Flurrand unterhalb der Hochebene um Haghof auf etwa 482 m ü. NN.
- Kühnenbach, von links gegenüber der Walkersbacher Kläranlage auf 335 m ü. NN,[8] 2,2 km. Entspringt einer Quelle an der Pfahlbronner Petershalden auf etwa 477 m ü. NN
  - (Waldklingenzufluss), von rechts und Norden südöstlich des Haselhofes auf 350 m ü. NN,[7] 0,8 km. Entspringt einer Quelle am Flurrand der Hochebene um den Haghof auf etwa 340 m ü. NN,
  - (Waldklingenzufluss aus dem Gläserhau), von links auf etwa 350 m ü. NN, 0,5 km.
- (Waldklingenzufluss aus dem nördlichen Walkersbacher Wald), von links nach einem Waldriegel über die ganze Aue auf etwa 320 m ü. NN, 0,6 km.
- (Bach aus dem Krotenloch), von rechts aus dem Waldteil des Gewanns Krotenloch, von rechts wenig danach, 0,9 km. Speist im oben erwähnten Auenwaldriegel zwei Teiche von zusammen unter 0,2 ha. Entsteht nördlich des Heubergs auf unter 420 m ü. NN.
- Hinterer Heubergkopfbach[9], von rechts wenig danach, 0,6 km. Entsteht am Osthang des Heubergs auf um 420 m ü. NN.
- Mittlerer Heubergkopfbach[9], von rechts an der Pfahlbronner Mühle, 0,7 km. Entsteht am Südosthang des Heubergs in gleicher Höhe.
- Vorderer Heubergkopfbach[9], von rechts wenig danach, 0,9 km. Entsteht nahe dem Kamm zwischen Heuberg und Heidenbühlauf etwa 390 m ü. NN.
- (Bach vom Heidenbühl), von rechts am Beginn eines weiteren talsperrenden Waldriegels auf etwa 310 m ü. NN, 0,6 km. Entsteht auf etwa 390 m ü. NN.
- (Waldklingenzufluss aus der nördlichen Walkersbacher Wand) (!), von rechts am unteren Ende des Riegels, 0,6 km. Entsteht auf etwa 360 m ü. NN.
- (Waldklingenzufluss aus der mittleren Walkersbacher Wand), von rechts gleich danach, 0,8 km. Entsteht auf etwa 385 m ü. NN.
- (Waldklingenzufluss aus der südlichen Walkersbacher Wand), von rechts an einer Feldwegbrücke auf etwa 300 m ü. NN, 1,0 km. Entsteht am Ostrand des Hohbergkopfs auf etwa 430 m ü. NN.
- Nitzelbach, von links an den ersten Häusern neben der K 3270 (Talstraße) auf etwa 295 m ü. NN, 2,0 km. Entsteht im Waldgewann Straubenkopf etwa einen Kilometer ostnordöstlich der Pfahlbronner Mühle auf etwa 410 m ü. NN.
  - (Bach aus der Brunnenklinge), von rechts gegenüber dem Straubenwald, 0,4 km. Entsteht am Rand der Hochfläche des Wetzlers auf etwa 375 m ü. NN.
  - (Flurhangbach beim Metzelhof), von rechts neben den Talhäusern, 0,5 km. Entsteht am Rand der Hochfläche um Lorch-Metzelhof auf etwa 350 m ü. NN.
- (Waldklingenzufluss vom Osthang des Hohbergkopfes), von links genau gegenüber dem Nitzelbach, 1,0 km. Entsteht auf etwa 430 m ü. NN.
- → (Abgang des Kanals zur Weitmarser Sägmühle), nach links nach einer Feldwegbrücke.
- Haselbach (!), von links an der Weitmarser Sägmühle auf etwa 290 m ü. NN, 3,0 km. Entspringt etwa anderthalb Kilometer südwestlich von Pfahlbronn einer Quelle im obersten Dinkelwald am Südwesthang der Flurhochfläche Ebene auf etwa 465 m ü. NN.
  - (Waldklingenzufluss aus dem Neuwiesenholz), von links gegenüber dem Unger auf 363 m ü. NN,[10] 0,9 km. Entsteht am Rand der Südspitze der Ebene auf etwa 470 m ü. NN.
  - (Waldklingenzufluss vom Zimmerplatz), von links gegenüber dem Straubenwald, 0,5 km. Entsteht auf etwa 390 m ü. NN.
  - (Waldklingenzufluss aus der Kalbsklinge), von links gegenüber dem Lorcher Weiler Strauben auf etwa 310 m ü. NN, 0,8 km. Entsteht am Rand der Südspitze der Ebene auf etwa 362 m ü. NN.
  - ← (Rücklauf des Kanals zur Weitmarser Sägmühle), von rechts wenige Schritte vor der Mündung, 0,4 km.
- (Bach aus der Alberlesklinge), von rechts gleich danach an einer Feldwegbrücke, 0,6 km. Entspringt nördlich des Weitmarser Friedhofes auf etwa 350 m ü. NN.
- → (Abgang des Kanals zur Walkersmühle), nach rechts auf etwa 285 m ü. NN.
- (Bach aus der Schäfersklinge), von links gleich nach der Bachteilung am Lorcher Edenhof in den Walkersbach selbst, 1,1 km. Entsteht am Südostrand des Enderlesholzes zum Großen Feld auf etwa 352 m ü. NN.
- (Bach aus der Schindersklinge), von links kurz vor der Walkmühle in den Walkersbach selbst, 0,7 km. Entsteht auf knapp 340 m ü. NN am Rand des Lorcher Gehrns.
- ← (Rücklauf des Mühlkanals zur Walkersmühle), von rechts auf unter 280 m ü. NN nach Unterqueren der K 3313, 0,6 km.

Mündung des Walkersbachs gleich nach der Unterquerung der B 29 und der Remsbahn in der Remsaue nach 8,4 km Lauf und auf 273,2 m ü. NN von rechts in die Rems. Im oberen Mündungsdreieck liegt unmittelbar das Naturschutzgebiet Lorcher Baggerseen an, mit sechs Baggerseen von zusammen 6,7 ha Fläche.

## Geologie
Der Lauf des Walkersbachs liegt zur Gänze im Oberen und Mittleren Keuper. Er entspringt im Knollenmergel (Trossingen-Formation) und durchläuft dann die ganze Schichtenfolge bis hinunter zum Gipskeuper (Grabfeld-Formation), den er erst kurz vor dem Eintritt ins Remstal erreicht. Im Norden des Einzugsbereichs, beidseits des oberen Walkersbach und seines linken Zulaufs Kühnenbach, sind die umgebenden Höhen Hochflächen im Lias α, im Süden erreichen sie, bis auf ein isoliertes Vorkommen des Lias α rechtsseitig auf dem Hohbergkopf, nur den Stubensandstein (Löwenstein-Formation).

## Geschichte
Nachweislich wurde seit dem Jahr 1628 auf den Remsseitenbächen Walkersbach, Wieslauf und Bärenbach Brennholz transportiert, weit überwiegend als Scheitholz. Da die natürliche Wasserführung der Bäche nicht ausgereicht hätte, wurden Floß- oder Schwellseen angelegt. So ließ im Jahre 1742 der Schorndorfer Forstmeister von Grassenberg einen rund 800 Meter südlich des Dorfes Walkersbach gelegenen, älteren Teich vom Seegräber Vogel aus Böblingen zum Stausee Walkersbacher Tal ausbauen. Nach einem von dem herzoglich beeidigten Feldmesser Christoph David Benignus aus Schorndorf am 17. Juli 1791 kartierten Grundriss war dessen Staudamm 304 Fuß (87 Meter) lang und 30 Fuß (8,6 Meter) hoch. Im Jahr 1831 wurde der Damm durch Ausmauerung verbessert und zugleich der Bachlauf unterhalb des Sees begradigt und sein Gefälle ausgeglichen. Die im See aufgestaute Wassermenge reichte für zwei bis drei Tage Flößerei aus. Die Müller am Bach mussten während des Flößens ihren Betrieb einstellen und beim Flößen mithelfen. Von der Mündung des Walkersbachs wurde das Holz auf der Rems weiter bis nach Neckarrems geflößt, wo es in einem „Holzgarten“ gesammelt und auf Neckarschiffe verladen wurde. Die floßbare Länge des Walkersbachs betrug etwa fünf Kilometer. Bereits vor Inbetriebnahme der Remsbahn im Jahr 1861 wurde die Flößerei auf dem Walkersbach eingestellt. Der heute noch forstwirtschaftlich als "Seedamm" bezeichnete Damm und Brückenweg wurde nach Aufgabe der Flößerei durchstochen; die Reste der Staumauer sind heute noch auszumachen.
An der Schwefelhütte wurde zeitweise versucht, Eisen abzubauen. Die vorhandenen Raseneisenstein-Vorkommen waren jedoch nicht reichhaltig genug, so dass es bei dem Versuch blieb.